# El retorno de los Thunderman
The Thundermans Return (en español: El retorno de los Thunderman) es una película estadounidense basada en el equipo de superhéroes y familia The Thundermans. Es producida por Nickelodeon, está destinada a ser la secuela de la serie de televisión The Thundermans (2013-2018). La película está escrita por Jed Spingarn, historia por Jed Spingarn,  Sean W. Cunningham, Marc Dworkin y dirigida por Trevor Kirschner y está protagonizada por el regreso de Kira Kosarin como Phoebe, Jack Griffo como Max, Addison Riecke como Nora, Diego Velázquez como Billy, Chris Tallman como Hank, Rosa Blasi como Barb y Maya Le Clark como Chloe. En la película, Max y Phoebe están decididos a recuperar su estatus de superhéroe. Fue estrenada el 7 de marzo de 2024  en el canal de Nickelodeon y en la plataforma de Paramount+, en Estados Unidos.

## Premisa
Los gemelos Phoebe y Max disfrutan de su estilo de vida de superhéroes, pero cuando un "salvado" sale mal, los Thunderman son enviados de regreso a Hiddenville. Mientras Hank y Barb disfrutan de su regreso, y Billy y Nora esperan una vida normal en la escuela secundaria, Max y Phoebe están decididos a recuperar su estatus de superhéroe.

## Reparto
- Kira Kosarin como Phoebe Thunderman:
Es la hermana melliza de Max y hermana mayor de Nora, Billy y Chloe. Su alias de superheroína es Thunder Girl. Ella es muy responsable, una estudiante sobresaliente y trata de jugar con la regla de no tener poderes. Ella tiene telequinesis, aliento congelado y aliento de calor. En "Thundersense", Phoebe desarrolla una nueva habilidad llamada Thundersentido, que le advierte si ella y otros están en peligro.
- Jack Griffo como Max Thunderman:
Es el hermano mellizo de Phoebe y hermano mayor de Nora, Billy y Chloe. Sus poderes incluyen telequinesis, aliento de hielo y aliento de fuego. Él es el antagonista convertido en antihéroe. A pesar de haberse criado dentro de una familia de superhéroes, Max originalmente aspiraba a convertirse en un súpervillano durante las primeras tres temporadas. En "Thundermans: Secret Revealed", finalmente cambia de opinión y toma una decisión que cambia su vida de abandonar el lado oscuro y convertirse en un luchador por la justicia (aun así, no quiso ser tan buena persona como Phoebe), utilizando sus poderes y dispositivos de alta tecnología para el bien común.
- Addison Riecke como Nora Thunderman: es la segunda hermana más joven de la familia Thunderman y hermana menor traviesa de Phoebe, Max y Billy y hermana mayor de Chloe. Su alias de superhéroe es "Chica Láser". Su superpoder es la visión láser.
- Diego Velázquez como Billy Thunderman: es el tercer hijo de la familia Thunderman. Es hermano menor y enérgico para Phoebe y Max y hermano mayor para Nora y Chloe. Su alias de superhéroe es "Chico Veloz". Su superpoder es la supervelocidad.
- Chris Tallman como Hank Thunderman: es el esposo de Barb y el padre de Phoebe, Max, Nora, Billy y Chloe. Su alias de superhéroe es "Thunder-Man". Sus superpoderes son superfuerza, resistencia y vuelo. Hank ahora se retiró a regañadientes como un superhéroe para darles a sus hijos un hogar estable y normal.
- Rosa Blasi como Barb Thunderman: es la esposa de Hank y la madre de Phoebe, Max, Nora, Billy y Chloe. Su alias de superhéroe es Electress. El superpoder de Barb es controlar la electricidad, la energía y los rayos. A diferencia de su esposo, ella está completamente de acuerdo con dejar atrás su vida de superheroína.
- Maya Le Clark como Chloe Thunderman: es la hija menor y hermana menor de Phoebe, Max, Nora y Billy. Barb la da a luz en "Ha nacido un héroe". El superpoder de la infancia de Chloe son las burbujas, y su superpoder al crecer es la teletransportación. Su alias de superhéroe es "Thunder Bebé".

## Producción

### Desarrollo
El 2 de marzo de 2023, se anunció que Nickelodeon dio luz verde a una película titulada The Thundermans Return.

### Casting
Para la película volverá el mismo reparto de la serie compuesto por: Kira Kosarin, Jack Griffo, Addison Riecke, Diego Velazquez, Maya Le Clark, Chris Tallman y Rosa Blasi.

### Rodaje
El rodaje comenzó el 3 de abril de 2023 en Los Ángeles, y finalizó el 4 de mayo del 2023.

### Estreno
La película se estrenó el teaser en diciembre de 2023.El primer trailer se estrenó el 11 de febrero de 2024 durante en Super Bowl LVIII. El 21 de febrero de 2024, la actriz Kira Kosarin en su canal de YouTube, se mostró un fragmento de 3 minutos.La película se estrenó el 29 de marzo de 2024 en el canal de Nickelodeon y en la plataforma de Paramount+, en Estados Unidos.

## Premios y nominaciones
| Año  | Premio                                 | Categoría        | Nominados                    | Resultado | Referencia |
| ---- | -------------------------------------- | ---------------- | ---------------------------- | --------- | ---------- |
| 2024 | Nickelodeon Kids' Choice Awards México | Estreno Favorito | El Retorno de los Thunderman | Nominado  | [ 4 ]      |